# Quân đội nhân dân Việt Nam
Quân đội Nhân dân Việt Nam (QĐNDVN; tiếng Anh: Vietnam People's Army, viết tắt: VPA) là lực lượng quân sự của Việt Nam đồng thời là lực lượng nòng cốt của Lực lượng vũ trang Nhân dân Việt Nam. Theo Bộ Quốc phòng Việt Nam, sứ mệnh là: "vì độc lập tự do của Tổ quốc, vì chủ nghĩa xã hội, vì hạnh phúc của nhân dân". Ngày truyền thống là ngày 22 tháng 12 hàng năm. Quân kỳ là quốc kỳ Việt Nam có thêm dòng chữ "Quyết thắng" màu vàng ở góc phía trên bên trái (hay phía cột cờ). Mười lời thề danh dự nói rằng có nhiệm vụ: "Không ngừng nâng cao tinh thần yêu nước xã hội chủ nghĩa, tinh thần quốc tế vô sản, góp phần tích cực vào cuộc đấu tranh vì độc lập dân tộc, dân chủ và chủ nghĩa xã hội".

## Danh xưng
Quân đội Nhân dân Việt Nam thường được viết tắt là "Quân đội Nhân dân", được đặt bởi Chủ tịch Hồ Chí Minh vì ông cho rằng đây là quân đội "từ nhân dân mà ra, vì nhân dân mà chiến đấu, vì nhân dân phục vụ". Sau này, Đảng Cộng sản Việt Nam mở rộng thêm: "có nguồn gốc nhân dân, bảo vệ tính mạng, tài sản và quyền làm chủ của nhân dân, bảo vệ nền độc lập thống nhất và bản sắc dân tộc".
Tên gọi qua các thời kỳ:
- Đội Việt Nam Tuyên truyền Giải phóng quân (22/12/1944 – 15/5/1945), thành lập tại Cao Bằng
  - Cứu quốc quân (23/2/1941 – 15/5/1945), tại Lạng Sơn
- Việt Nam Giải phóng quân (15/5/1945 – 11/1945), tại Thái Nguyên
- Vệ quốc đoàn hoặc Vệ quốc quân (11/1945 – 22/5/1946), tại Hà Nội
- Quân đội Quốc gia Việt Nam (22/5/1946 – 23/9/1954)[14]
- Quân đội Nhân dân Việt Nam (từ 23/9/1954 đến nay)[15]

## Khẩu hiệu
Khẩu hiệu của Quân đội nhân dân Việt Nam là:
| “ | Quân đội ta trung với Đảng, hiếu với dân, sẵn sàng chiến đấu, hy sinh vì độc lập, tự do của Tổ quốc, vì chủ nghĩa xã hội. Nhiệm vụ nào cũng hoàn thành, khó khăn nào cũng vượt qua, kẻ thù nào cũng đánh thắng. | ” |

Khẩu hiệu được trích từ bài phát biểu của Chủ tịch Hồ Chí Minh trong buổi lễ kỷ niệm 20 năm thành lập Quân đội nhân dân Việt Nam vào năm 1964. vào tối ngày 29 tháng 12 năm 1964 tại Nhà khách Bộ Quốc phòng (Hà Nội).
Ngoài ra còn có khẩu hiệu khác là "Trung với nước, hiếu với dân". Nhiều người thường bị nhầm lẫn câu nói này với câu nói bên trên. Đây thực ra là một câu nói khác, được thêu trên lá cờ mà Chủ tịch Hồ Chí Minh tặng cho Trường Võ bị Trần Quốc Tuấn vào năm 1946. Ở đây, "Trung là trung với Tổ quốc, Hiếu là hiếu với nhân dân".
Chủ tịch Hồ Chí Minh khẳng định: "Dưới sự lãnh đạo của Đảng và Chính phủ, được sự giúp đỡ hết lòng của nhân dân, quân đội ta hoàn thành nhiệm vụ mà Đảng và Chính phủ trao cho, đã có truyền thống vẻ vang là tuyệt đối trung thành với Đảng, với nhân dân, chiến đấu anh dũng, công tác và lao động tích cực, tiết kiệm, cần cù, khiêm tốn giản dị, đoàn kết nội bộ, đồng cam cộng khổ với nhân dân, luôn luôn sẵn sàng khắc phục khó khăn, hoàn thành nhiệm vụ. Bộ đội ta là bộ đội nhân dân, bộ đội cách mạng có truyền thống anh dũng, khắc khổ, kiên nhẫn, cần cù, chất phác, việc khó khăn nguy hiểm mấy cũng không sợ, nhất định làm cho kỳ được. Đó là truyền thống, đạo đức, tác phong tốt, phải luôn được giữ vững và phát triển". Nhà nước Việt Nam nói: "ngoài mục tiêu, lý tưởng vì nhân dân phục vụ, chiến đấu vì độc lập, tự do của Tổ quốc, vì chủ nghĩa xã hội, vì hạnh phúc của nhân dân, Quân đội nhân dân Việt Nam không có mục tiêu, lý tưởng nào khác".

## Quá trình phát triển

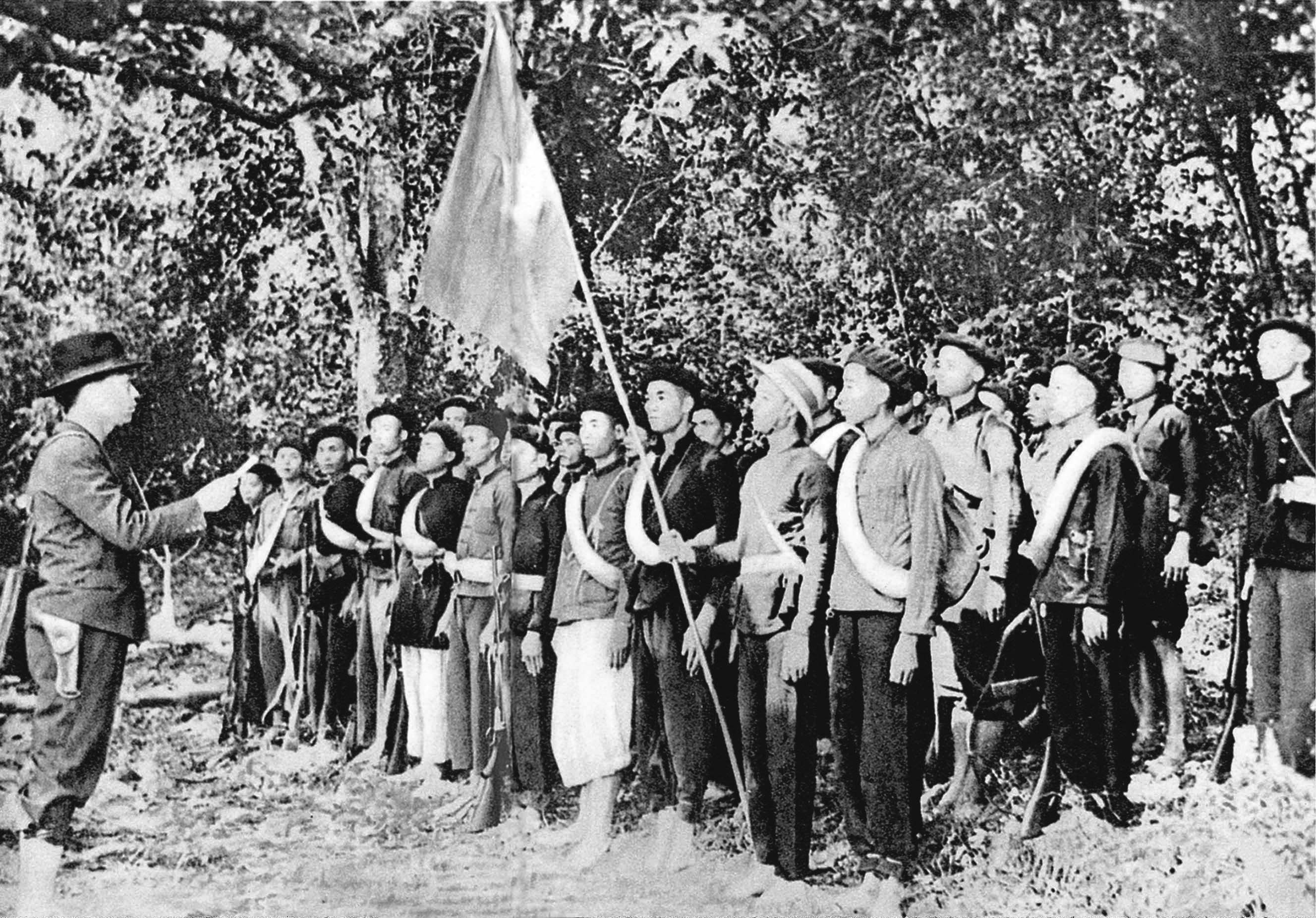
Buổi lễ thành lập Đội Việt Nam Tuyên truyền Giải phóng quân

Ngày 22 tháng 12 năm 1944, Đội Việt Nam Tuyên truyền Giải phóng quân được thành lập với 34 người theo chỉ thị của Chủ tịch Hồ Chí Minh.
Bên cạnh đó còn một lực lượng quân sự của Xứ ủy Bắc Kỳ tại Bắc Sơn là Cứu quốc quân, được thành lập ngày 23 tháng 2 năm 1941, tại rừng Khuổi Nọi (xã Vũ Lễ, Bắc Sơn). Cứu quốc quân do Chu Văn Tấn chỉ huy và là lực lượng tham gia Khởi nghĩa Bắc Sơn.
Ngày 15 tháng 5 năm 1945, Đội Việt Nam Tuyên truyền Giải phóng quân sáp nhập với lực lượng Cứu Quốc quân và đổi tên thành Việt Nam Giải phóng quân, trở thành lực lượng quân sự chủ yếu của Mặt trận Việt Minh thực hiện thành công cuộc Tổng khởi nghĩa giành chính quyền trong Cách mạng Tháng Tám năm 1945. Sau khi nước Việt Nam Dân chủ Cộng hòa được thành lập, ngày tháng 11 năm 1945 Giải phóng quân đổi tên thành Vệ quốc đoàn.
Từ năm 1945 đến năm 1949, Vệ quốc đoàn phải chiến đấu với đối thủ mạnh hơn hẳn là quân đội Thực dân Pháp, tuy nhiên bằng sách lược chiến tranh hợp lý, Giải phóng quân ngày càng phát triển bất chấp việc quân Pháp liên tục càn quét, khiến quân Pháp sa lầy vào một cuộc chiến tiêu hao tốn kém và ngày càng kiệt sức. Ngày 22 tháng 5 năm 1946, Giải phóng quân đã phát triển từ một đội quân nhỏ gồm vài nghìn người trở thành Quân đội Quốc gia Việt Nam (khác với định nghĩa Quân đội Quốc gia Việt Nam) với quân số khoảng 50.000 người, tổ chức thành 40 chi đội. Đến cuối năm 1950, Quân đội Quốc gia Việt Nam giành chiến thắng lớn trong Chiến dịch Biên giới đồng thời chuyển đổi vị thế từ phòng thủ sang phản công.
Sau Chiến dịch Biên giới, biên giới giữa Việt Nam với Trung Quốc được khai thông, Việt Nam bắt đầu nhận được sự viện trợ vũ khí của khối Xã hội chủ nghĩa (Liên Xô, Trung Quốc và một số nước Đông Âu), Giải phóng quân phát triển vượt bậc cả về số lượng và khả năng chiến đấu. Ngày 23 tháng 9 năm 1954, Quân đội Quốc gia Việt Nam đổi tên thành Quân đội Nhân dân Việt Nam. Sau đó, thành lập các đại đoàn quân chủ lực 308, 304, 312, 320, 316, 325, 351, binh chủng pháo binh cũng được thành lập. Ngày 7 tháng 5 năm 1954, Quân đội nhân dân Việt Nam lập nên Chiến thắng Điện Biên Phủ trước thực dân Pháp.
Cho đến kết thúc cuộc chiến tranh Đông Dương năm 1954, Quân đội Nhân dân Việt Nam đã có tổng quân số khoảng 25 vạn quân chủ lực và vài chục vạn dân quân địa phương. Sau hiệp định Geneva, bộ phận quân đội nhân dân ở miền Nam tập kết ra Bắc. Quân đội Việt Nam bắt đầu xây dựng quân đội theo hệ chính quy thống nhất. Bộ Chính trị quyết định cắt giảm 8 vạn quân chủ lực, đưa 3 vạn quân sang làm kinh tế, chỉ giữ lại 17 vạn quân chủ lực, đồng thời thành lập thêm các quân chủng Hải quân, Phòng không Không quân, binh chủng xe tăng, lực lượng biên phòng...
Ngày 15 tháng 2 năm 1961, Quân Giải phóng miền Nam Việt Nam được thành lập, là một bộ phận của Quân đội nhân dân chiến đấu ở miền Nam. Quân đội Nhân dân Việt Nam đã tiến hành chiến tranh chống Mỹ với chiến lược được gọi là "toàn dân, toàn diện, lâu dài", tiêu biểu là chống chiến tranh đặc biệt, chiến tranh cục bộ của Mỹ ở miền Nam; chống chiến tranh phá hoại bằng không quân, hải quân của Mỹ ở miền Bắc mà nổi bật là chiến dịch Điện Biên Phủ trên không tháng 12 năm 1972; Cuộc tổng tiến công nổi dậy mùa Xuân 1975 với kết thúc là chiến dịch Hồ Chí Minh vào ngày 30 tháng 4 năm 1975, giải phóng miền Nam thống nhất đất nước.
Trong thời kỳ 1961-1975, tài liệu Mỹ thường phân biệt 2 lực lượng: Quân Giải phóng miền Nam Việt Nam (Mỹ gọi là "Việt Cộng") với Quân đội nhân dân Việt Nam (Mỹ gọi là "quân Bắc Việt Nam"). Nhưng thực ra, Quân Giải phóng miền Nam Việt Nam được hình thành từ một bộ phận du kích của Quân đội nhân dân Việt Nam. Sự phân biệt này của Mỹ xuất phát từ việc Mặt trận Dân tộc giải phóng miền Nam Việt Nam và Chính phủ Cách mạng lâm thời Cộng hòa miền Nam Việt Nam về pháp lý có sự độc lập với Việt Nam Dân chủ Cộng hòa nhưng vẫn chịu sự lãnh đạo về Đảng của Đảng Lao động Việt Nam (do Hiệp định Genève không cấm), nhằm có vị thế hợp lý trên bàn đàm phán tại Paris. Sau năm 1975, khi đã "công khai" sự lãnh đạo của Việt Nam Dân chủ Cộng hòa đối với Mặt trận Giải phóng, Chính phủ Cách mạng lâm thời và Quân Giải phóng trong suốt cuộc chiến, thì Quân giải phóng được xem là một phần Quân đội nhân dân Việt Nam như bản chất khi thành lập nó.
Cho đến năm 1975, Quân đội Nhân dân Việt Nam đã có 1,24 triệu quân chủ lực và hàng triệu dân quân địa phương, đứng thứ 4 về tổng quân số trên thế giới, chỉ sau Liên Xô, Hoa Kỳ và Trung Quốc . Năm 1977, Việt Nam chủ trương giảm số quân chủ lực xuống còn 85 vạn người (60 vạn quân thường trực chiến đấu, 25 vạn quân tham gia sản xuất kinh tế). Tuy nhiên, khi tình hình biên giới Tây Nam phức tạp, Việt Nam buộc phải chuyển các đơn vị kinh tế sang chiến đấu và tăng quân số lên trên 1 triệu người. Đồng thời hơn 5 vạn bộ đội được đưa sang Lào để đảm bảo sự ổn định tại Lào.
Ngày 23 tháng 12 năm 1978, Quân đội Việt Nam huy động 25 vạn quân chủ lực mở cuộc phản công trước cuộc tiến công của Quân đội Campuchia Dân chủ (Khmer Đỏ). Sau đó đã phối hợp với các lực lượng vũ trang Campuchia, đánh tan 21 sư đoàn quân Campuchia Dân chủ, xoá bỏ chế độ diệt chủng. Ngày 17/2/1979, Trung Quốc đem 60 vạn quân đánh vào biên giới phía Bắc Việt Nam, cuộc chiến tranh chỉ kéo dài trong 30 ngày, nhưng sau đó 2 bên căng thẳng suốt 10 năm. Trong năm 1979-1980, Việt Nam phải duy trì quân số chủ lực đến trên 2 triệu người, đến năm 1983 giảm xuống còn 1,6 triệu người. Năm 1989, sau khi bình thường hóa quan hệ với Trung Quốc và rút quân khỏi Lào và Campuchia, quân đội Việt Nam giảm xuống còn khoảng 60 vạn người.
Năm 2010, theo Việt Nam công bố, lực lượng thường trực Việt Nam gồm bộ đội chủ lực và bộ đội địa phương có tổng quân số khoảng gần nửa triệu người, và lực lượng quân dự bị khoảng 5 triệu người.

## Tham chiến
Quân đội nhân dân Việt Nam đã chiến đấu với nhiều quốc gia, chính thể, tổ chức... như: Pháp, Anh, Hoa Kỳ, Nhật Bản, Trung Quốc, Quốc gia Việt Nam/Việt Nam Cộng hòa, Hàn Quốc, Thái Lan, Philippines, Úc, New Zealand, Vương quốc Lào, Vương quốc Campuchia – Cộng hòa Khmer, Campuchia Dân chủ (Khmer Đỏ), FULRO, tổ chức du kích của người H'Mông tại Lào (trong chiến tranh Việt Nam nói riêng và các cuộc xung đột, chiến tranh khác tại Đông Dương nói chung).
Những cuộc chiến / chiến dịch tiêu biểu bao gồm:
- Chiến tranh thế giới thứ hai – Chiến tranh Thái Bình Dương (Chống lại sự chiếm đóng của Đế quốc thực dân Pháp và Đế quốc Nhật Bản tại Việt Nam và bán đảo Đông Dương)
- Nam Bộ kháng chiến (Chống lại lực lượng liên minh các quân đội Anh-Ấn Độ, Pháp, Nhật đóng quân tại Nam Bộ)
- Chiến tranh Đông Dương (Chống lại Đệ tứ Cộng hoà Pháp và các đồng minh tại 3 nước Đông Dương)
- Chiến tranh Việt Nam (Chống lại Hoa Kỳ và các lực lượng đồng minh tại 3 nước Đông Dương)
- Nội chiến Campuchia (Hỗ trợ lực lượng Khmer Đỏ chống lại chính phủ Cộng hòa Khmer được hậu thuẫn bởi Hoa Kỳ)
- Nội chiến Lào (Hỗ trợ lực lượng Pathet Lào chống lại chính phủ Vương quốc Lào được hậu thuẫn bởi Pháp và Hoa Kỳ)
- Chiến dịch phản công biên giới Tây – Nam Việt Nam (Chống lại lực lượng diệt chủng Khmer Đỏ được sự hậu thuẫn, ủng hộ và viện trợ bởi Trung Quốc, Hoa Kỳ, Thái Lan cùng Anh Quốc)
- Chiến tranh biên giới Việt – Trung, 1979 (Chống lại hành động xâm lược của Cộng hòa Nhân dân Trung Hoa)
- Xung đột biên giới Việt Nam – Trung Quốc 1979-1990 (Chống lại sự xâm lấn biên giới của Cộng hòa Nhân dân Trung Hoa)
- Xung đột Thái Lan – Việt Nam 1982-1988 (Chống lại Vương quốc Thái Lan và Khmer Đỏ)
- Chiến tranh biên giới Lào – Thái Lan (Chống lại Vương quốc Thái Lan và bảo vệ đồng minh Cộng hòa Dân chủ Nhân dân Lào)
- Xung đột Campuchia 1997 (Chống lại Khmer Đỏ và bảo vệ đồng minh Campuchia)
- Nổi dậy tại Lào, xung đột tại Lào từ năm 1975 (Chống lại các nhóm người H'mông nổi dậy và bảo vệ đồng minh Cộng hòa Dân chủ Nhân dân Lào)

Theo thống kê của Việt Nam thì đến năm 2012, Việt Nam có 1.146.250 liệt sĩ và khoảng 600.000 thương binh, trong đó có 191.605 liệt sĩ hy sinh trong Chiến tranh Đông Dương, 849.018 liệt sĩ hy sinh trong Chiến tranh Việt Nam, số còn lại hy sinh trong các cuộc chiến tranh khác, hoặc hy sinh khi thực hiện nhiệm vụ trong thời bình.
Nhiều liệt sĩ cũng đồng thời là Đảng viên Đảng Cộng sản Việt Nam. Theo Tổng Bí thư Nguyễn Phú Trọng thì: "Trong hai cuộc kháng chiến chống thực dân Pháp và đế quốc Mỹ, đã có gần 160.000 đảng viên hy sinh..."
Hoàng Văn Nhủng là liệt sỹ đầu tiên, hy sinh ngày 5 tháng 2 năm 1945 khi đánh diệt đồn Đồng Mu (Bảo Lạc, Cao Bằng), trong trận đánh thứ ba của Quân đội nhân dân Việt Nam (khi đó mang tên là Đội Việt Nam Tuyên truyền Giải phóng quân).
Tính tới năm 2012, cả nước có 9.637 công trình ghi công liệt sĩ trên cả nước (nghĩa trang, đài tưởng niệm, đền thờ). Tỉnh có nhiều liệt sĩ nhất cả nước là Quảng Nam với 65.000 liệt sĩ (ngoài ra tỉnh Quảng Nam còn có hơn 30.000 thương binh). Huyện có nhiều liệt sĩ nhất cả nước là huyện Điện Bàn (cũng thuộc tỉnh Quảng Nam) với hơn 19.800 liệt sĩ.

### Các trận đánh/chiến dịch lớn
- Cách mạng tháng Tám
- Trận Hà Nội 1946
- Chiến dịch Việt Bắc (1947)
- Chiến dịch Cao-Bắc-Lạng (1949)
- Chiến dịch Biên giới (1950)
- Chiến dịch Hoàng Hoa Thám (hay Chiến dịch Đường 18) (1951)
- Chiến dịch Hòa Bình (1952)
- Chiến dịch Tây Bắc (1952)
- Chiến dịch Điện Biên Phủ (chiến thắng quyết định trong Chiến tranh Đông Dương)
- Trận Ấp Bắc (1963)
- Trận Bình Giã (cuối 1964 đầu 1965)
- Chiến dịch An Lão
- Chiến dịch Ba Gia
- Trận Đồng Xoài
- Chiến dịch Sấm Rền (1964–1968)
- Chiến dịch Junction City (1967)
- Sự kiện Tết Mậu Thân (1968)
- Chiến dịch Đường 9 – Khe Sanh (1968)
- Chiến dịch Campuchia (1970)
- Chiến dịch Lam Sơn 719 (1971)
- Chiến dịch Xuân – Hè 1972
- Trận cầu Hàm Rồng
- Chiến dịch Linebacker II (hay Trận Điện Biên Phủ trên không) (1972)
- Chiến dịch Tây Nguyên (1975)
- Chiến dịch Huế-Đà Nẵng (1975)
- Chiến dịch Hồ Chí Minh (1975)
- Chiến dịch phản công biên giới Tây-Nam Việt Nam
- Chiến tranh biên giới Việt-Trung, 1979
- Xung đột biên giới Việt Nam-Trung Quốc 1979-1990
- Xung đột Thái Lan-Việt Nam 1982-1988
- Hải chiến Trường Sa 1988
- Chiến tranh biên giới Lào-Thái Lan

## Tặng thưởng
Trong suốt các cuộc chiến đã có tổng cộng:
- 20 tướng lĩnh được tặng, truy tặng Huân chương Sao Vàng – phần thưởng cao quý nhất của nhà nước Việt Nam.
- 113 đơn vị và 34 tướng lĩnh được trao Huân chương Hồ Chí Minh,
- 807 đơn vị hoặc quân nhân được trao Huân chương Độc Lập,
- 822.924 đơn vị hoặc quân nhân được tặng thưởng Huân chương Quân công/Huân chương Chiến công; 139.335 quân nhân được tặng Huân chương Kháng chiến;
- 1.682.649 quân nhân được tặng thưởng Huân chương Chiến sĩ giải phóng;
- 198.680 quân nhân được tặng thưởng Huân chương Chiến thắng;
- 141.321 quân nhân được tặng thưởng Huân chương Chống Mỹ cứu nước;
- 2.593.641 quân nhân được tặng thưởng Huy chương Chiến sĩ vẻ vang;
- 3.738 đơn vị được tuyên dương Anh hùng Lực lượng vũ trang nhân dân; 36 đơn vị được tuyên dương danh hiệu này 2 lần, 4 đơn vị được tuyên dương 3 lần;
- 1.286 quân nhân được tuyên dương Anh hùng Lực lượng vũ trang nhân dân: 148 trong chiến tranh Đông Dương, 859 trong chiến tranh Việt Nam, 279 trong các cuộc chiến khác. Trong số đó, 160 anh hùng là nữ và 163 anh hùng là người dân tộc thiểu số. Có 1 anh hùng là người nước ngoài (ông Nguyễn Văn Lập, tên khai sinh là Kostas Sarantidis, người Hy Lạp).
- Người có nhiều huân huy chương nhất là Trịnh Tố Tâm: Từ năm 1967 đến 1970, ông chiến đấu ở chiến trường Trị Thiên, chỉ huy đơn vị đánh 58 trận, diệt 1.500 địch, phá hủy 61 xe quân sự, lật đổ 19 đoàn tàu hỏa. Riêng ông đã tiêu diệt được 272 tên địch, trong đó có 185 lính Mỹ (chủ yếu bằng chiến thuật đặt mìn), phá hủy 3 máy bay lên thẳng. Ngày 20/9/1971, ông được phong tặng danh hiệu Anh hùng Lực lượng vũ trang nhân dân khi mới 26 tuổi. Ông được tặng thưởng 1 Huân chương Độc lập hạng Ba; 1 Huân chương Kháng chiến chống Mỹ cứu nước hạng Nhất; 13 Huân chương chiến công hạng Nhất, Nhì, Ba; 3 Huân chương giải phóng hạng Nhất; 53 lần được phong tặng danh hiệu Dũng sĩ diệt Mỹ. Sau chiến tranh, ông đã từng giữ chức Thứ trưởng Bộ Lao động, Thương binh và Xã hội và mất năm 1996 khi 51 tuổi.[34][35]

Sáng ngày 21 tháng 12 năm 2019, Quân đội nhân dân Việt Nam được trao tặng Huân chương Quân công hạng nhất từ thủ tướng Nguyễn Xuân Phúc thay mặt Nhà nước Việt Nam trao.
Từ tháng 12/1994 đến hết năm 2001, Nhà nước Cộng hòa Xã hội chủ nghĩa Việt Nam đã phong tặng và truy tặng danh hiệu cao quý "Bà mẹ Việt Nam anh hùng" cho 44.253 bà mẹ có chồng hoặc con cái là binh sỹ Quân đội nhân dân Việt Nam đã hy sinh, trong đó:
- Miền Bắc (từ Quảng Bình trở lên): 15.033 mẹ.
- Miền Nam (từ Quảng Trị trở xuống): 29.220 mẹ.
- Tỉnh Quảng Nam là tỉnh có nhiều Bà mẹ Việt Nam anh hùng nhất với 11.658 mẹ.

Tính đến tháng 7/2020, Nhà nước Việt Nam đã phong tặng hoặc truy tặng 139.275 Bà mẹ Việt Nam anh hùng, trong đó tỉnh Quảng Nam có số lượng Bà mẹ Việt Nam anh hùng được phong tặng và truy tặng cao nhất (15.261 mẹ), tiếp theo là Bến Tre với 6.905 mẹ, Quảng Ngãi có 6.802 mẹ, Hà Nội có 6.723 mẹ.

## Tướng lĩnh tiêu biểu
1. Đại tướng Võ Nguyên Giáp, Tổng tư lệnh Quân đội nhân dân Việt Nam, Đại tướng đầu tiên của Quân đội nhân dân Việt Nam
2. Đại tướng Nguyễn Chí Thanh, Chủ nhiệm Tổng cục Chính trị đầu tiên
3. Đại tướng Hoàng Văn Thái, Tổng Tham mưu Trưởng đầu tiên
4. Đại tướng Lê Trọng Tấn, Tổng Tham mưu trưởng (1978-1986)
5. Đại tướng Văn Tiến Dũng, Tổng tham mưu trưởng lâu nhất (1953-1978)
6. Đại tướng Lê Đức Anh, Chủ tịch nước
7. Đại tướng Chu Huy Mân, Phó Chủ tịch nước
8. Đại tướng Nguyễn Quyết, Phó Chủ tịch nước
9. Thượng tướng Chu Văn Tấn, chỉ huy Cứu quốc quân
10. Thượng tướng Trần Văn Trà, Tư lệnh Quân giải phóng miền Nam
11. Thượng tướng Lê Khả Phiêu, nguyên Tổng bí thư Đảng Cộng sản Việt Nam
12. Trung tướng Nguyễn Bình, Tư lệnh Nam Bộ – Trung tướng đầu tiên
13. Trung tướng Đồng Sĩ Nguyên, tư lệnh Binh đoàn 559, Phó Thủ tướng.
14. Thiếu tướng Dương Văn Dương, Tư lệnh Liên khu Bình Xuyên
15. Thiếu tướng Hoàng Sâm, đội trưởng đầu tiên của Đội Việt Nam tuyên truyền giải phóng quân
16. Thiếu tướng Phùng Chí Kiên, vị tướng quân đầu tiên
17. Thiếu tướng Lê Thiết Hùng, vị tướng được phong quân hàm đầu tiên
18. Thiếu tướng Nguyễn Sơn, Lưỡng quốc tướng quân
19. Thiếu tướng Nguyễn Thị Định, nữ tướng đầu tiên, Phó Tư lệnh Quân giải phóng miền Nam

## Nhiệm vụ
Quân đội nhân dân Việt Nam có 02 nhiệm vụ, bao gồm: chiến đấu, công tác phục vụ nhân dân và sản xuất để hoàn thành mục tiêu xây dựng và bảo vệ Tổ quốc, xây dựng quân đội cách mạng, chính quy, tinh nhuệ, từng bước hiện đại, sẵn sàng chiến đấu, bảo vệ nhân dân, bảo vệ vững chắc độc lập, chủ quyền, thống nhất, toàn vẹn lãnh thổ, chế độ chính trị của Tổ quốc, bảo vệ bản sắc dân tộc.

### Chiến đấu
Đây là nhiệm vụ then chốt của Quân đội nhân dân Việt Nam. Để hoàn thành nhiệm vụ này, Quân đội được tổ chức có hai thành phần: Quân đội thường trực làm nòng cốt cùng lực lượng rộng rãi quần chúng vũ trang. Ba thứ quân: Bộ đội chủ lực, Bộ đội địa phương và Dân quân tự vệ.
Hướng tổ chức là tinh gọn, được trang bị các loại vũ khí, khí tài phù hợp, thường xuyên thực hành huấn luyện, nâng cao khả năng sẵn sàng chiến đấu và chiến đấu, vững vàng bản chất chính trị, nắm chắc tình hình đất nước, khu vực và quốc tế để có các biện pháp tác chiến phù hợp, đẩy mạnh hợp tác quốc tế.

### Công tác phục vụ nhân dân
Quân đội nhân dân luôn gắn bó mật thiết, đồng cam cộng khổ với nhân dân, thực sự là cầu nối vững chắc và tin cậy của chính quyền với nhân dân. Quân đội còn có nhiệm vụ tuyên truyền đường lối, chủ trương, chính sách của chính quyền, phản bác lại các luận điểm bóp méo, bôi nhọ, không đúng sự thật. Bên cạnh đó, quân đội là một trong các lực lượng nòng cốt trong công tác cứu hộ, cứu nạn, giúp dân phòng, chống và khắc phục hậu quả thiên tai, hỏa hoạn, xả thân trong hiểm nguy để cứu tính mạng và tài sản của nhân dân. Giải quyết hậu quả chiến tranh bao gồm rà, phá bom mìn, tẩy độc môi trường và các chính sách hậu chiến. Tại những khu vực khó khăn, vùng sâu, vùng xa, quân đội chịu cả trách nhiệm phổ cập giáo dục và chăm sóc y tế với người dân.

### Sản xuất
Các đơn vị quân đội đã tận dụng mọi tiềm năng, nguồn lực lao động, đất đai, kỹ thuật... Đẩy mạnh tăng gia sản xuất, tạo nguồn thực phẩm bổ sung tại chỗ, góp phần giữ ổn định và cải thiện đáng kể đời sống vật chất cho bộ đội. Các nhà máy, xí nghiệp công nghiệp quốc phòng đã sản xuất được một số loại vũ khí, trang bị khí tài phù hợp, đáp ứng yêu cầu tác chiến hiện đại, yêu cầu sẵn sàng chiến đấu và chiến đấu của quân đội. Nhiều đơn vị làm kinh tế của quân đội đã sản xuất và kinh doanh có hiệu quả, trở thành các tổ chức, tập đoàn kinh tế lớn của đất nước, đi đầu trong việc kết hợp kinh tế với quốc phòng, góp phần xứng đáng vào công cuộc phát triển kinh tế – xã hội và tăng cường, củng cố quốc phòng, an ninh của đất nước... Hoạt động sản xuất kinh tế của lực lượng quân đội còn hướng tới giúp dân khai hoang, cải tạo đồng ruộng, xây dựng ruộng lúa nước, trồng cỏ phục vụ chăn nuôi gia súc; hỗ trợ vốn làm nhà và cây con giống, giúp đỡ về kỹ thuật sản xuất, chống di dân và đón nhận dân ở tuyến sau đến định cư, giúp dân ổn định cuộc sống lâu dài. Đến nay, Quân đội đã xây dựng được 23 khu kinh tế quốc phòng đây là nhân tố quan trọng trong công cuộc xóa đói giảm nghèo, thực hiện chính sách dân tộc, tôn giáo, phát triển kinh tế – xã hội gắn với tăng cường quốc phòng – an ninh của đất nước. Doanh nghiệp quân đội ngoài phục vụ các mục tiêu quân sự còn phục vụ nhu cầu dân sự, tiến hành đầu tư trong và ngoài nước. Quân đội sản xuất xây dựng kinh tế nhằm góp phần gìn giữ năng lực sản xuất quốc phòng, nâng cao năng lực chiến đấu cho Quân đội và góp phần tạo nguồn thu cho ngân sách quốc phòng.

## Tổ chức
Theo Luật Quốc phòng năm 2005 (luật số 39/2005/QH11 ngày 14 tháng 6 năm 2005), Quân đội nhân dân là một bộ phận và là lực lượng nòng cốt của lực lượng vũ trang nhân dân, bao gồm Lực lượng Thường trực và Lực lượng Dự bị Động viên. Lực lượng Thường trực của Quân đội nhân dân có Bộ đội Chủ lực và Bộ đội Địa phương. Cấp tổ chức của Quân đội nhân dân Việt Nam từ thấp đến cao là tiểu đội, trung đội, đại đội, tiểu đoàn, trung đoàn, lữ đoàn, sư đoàn (trước đây gọi là đại đoàn). Cấp cao nhất là quân đoàn, hiện nay có hai quân đoàn là các quân đoàn 12 và 34. Đây chính là quân chủ lực cơ động.
Từ cấp tiểu đoàn trở lên có ban chỉ huy gồm cấp trưởng, cấp phó, tham mưu trưởng và cấp phó phụ trách công tác chính trị, theo chế độ một thủ trưởng. Trước đây, khi thực hiện chế độ "hai thủ trưởng", thì ngoài thủ trưởng quân sự (đại đội trưởng, tiểu đoàn trưởng...), từ cấp đại đội trở lên còn có thủ trưởng chính trị, được gọi là chính trị viên (ở cấp đại đội và tiểu đoàn) hoặc chính ủy (ở cấp trung đoàn trở lên). Cấp thủ trưởng chính trị này từ sau Chiến tranh Việt Nam đã chuyển thành cấp phó phụ trách công tác chính trị. Theo nghị quyết của Đại hội Đảng lần thứ X, chế độ chính ủy-chính trị viên lại được khôi phục trong toàn quân từ năm 2006.
Quân đội nhân dân Việt Nam bao gồm bộ đội chủ lực, bộ đội địa phương; các quân khu, quân chủng, bộ đội biên phòng, quân đoàn, binh chủng; hệ thống các đơn vị bảo đảm hậu cần, kỹ thuật; các học viện, nhà trường, viện nghiên cứu và các đơn vị kinh tế-quốc phòng.
| Lực lượng  | Lục quân                                                                | Không quân                                                          | Hải quân                                                     | Biên phòng                                                       | Cảnh sát biển                                      | Không gian Mạng                                                  |
| ---------- | ----------------------------------------------------------------------- | ------------------------------------------------------------------- | ------------------------------------------------------------ | ---------------------------------------------------------------- | -------------------------------------------------- | ---------------------------------------------------------------- |
| Biểu trưng |                                                                         |                                                                     |                                                              |                                                                  |                                                    |                                                                  |
| Tên gọi    | Lục quân                                                                | Phòng không-Không quân                                              | Hải quân                                                     | Bộ đội biên phòng                                                | Cảnh sát biển                                      | Tác chiến không gian mạng                                        |
| Đặc điểm   | Không biên chế Quân chủng mà trực tiếp trực thuộc Bộ Quốc phòng quản lý | Thành lập Quân chủng bao gồm cả lực lượng Phòng không và Không quân | Thành lập Quân chủng bao gồm cả Hải quân và Hải quân đánh bộ | Thành lập Bộ Tư lệnh, bảo đảm tuần biên trên đất liền, biên giới | Thành lập Bộ Tư lệnh, bảo đảm tuần duyên trên biển | Thành lập Bộ Tư lệnh, bảo đảm tác chiến điện từ và công nghệ cao |
| Quân số    | Khoảng 800.000                                                          | Khoảng 60.000                                                       | Khoảng 70.000                                                | Khoảng 50.000                                                    | Khoảng 30.000                                      | Khoảng 7.000                                                     |
| Biên chế   | 7 Quân khu và Bộ Tư lệnh Thủ đô Hà Nội; 3 Quân đoàn, 6 Binh chủng       | 9 Sư đoàn, 3 Lữ đoàn                                                | 5 Bộ Tư lệnh Vùng Hải quân, 3 Lữ đoàn                        | 5 Lữ đoàn và Bộ đội Biên phòng các tỉnh                          | 4 Bộ Tư lệnh Vùng cảnh sát biển                    | 3 Lữ đoàn                                                        |

## Lãnh đạo

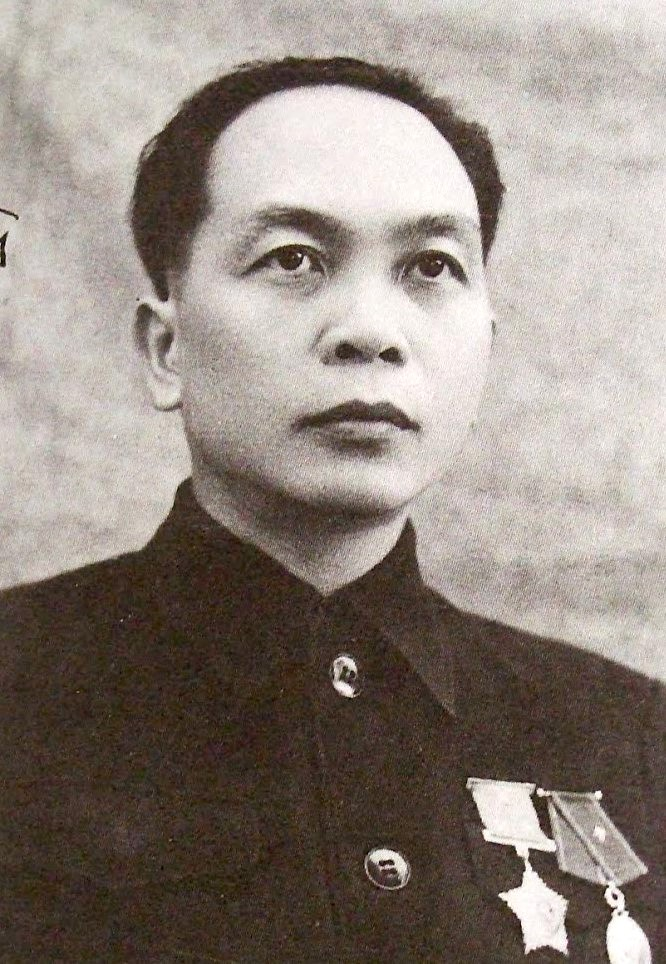
Đại tướng Võ Nguyên Giáp năm 1957

Chủ tịch nước có vai trò là Thống lĩnh của Quân đội nhân dân Việt Nam và giữ vai trò là Chủ tịch Hội đồng Quốc phòng và An ninh thông qua Hội đồng Quốc phòng và An ninh. Quân ủy Trung ương là cơ quan lãnh đạo của Đảng Cộng sản Việt Nam trong Quân đội nhân dân Việt Nam, được thành lập vào tháng 1 năm 1946 do Tổng Bí thư Đảng Cộng sản Việt Nam trực tiếp làm Bí thư Quân ủy Trung ương. Do Việt Nam là nước đơn đảng, Đảng lãnh đạo Nhà nước và xã hội, lãnh đạo Quân đội trực tiếp, tuyệt đối nên Tổng Bí thư (kiêm nhiệm Bí thư Quân ủy Trung ương) là chức danh lãnh đạo cao nhất đối với quân đội.
Các chức vụ cao nhất trong Quân đội nhân dân Việt Nam gồm Bộ trưởng Bộ quốc phòng, Chủ nhiệm Tổng cục Chính trị, Tổng Tham mưu trưởng, có cấp bậc quân hàm cao nhất là Đại tướng. Ngoài ra, trước đây từng có chức vụ Tổng Tư lệnh các lực lượng vũ trang do Đại tướng Võ Nguyên Giáp nắm giữ.

## Cấp bậc quân hàm
Theo Lệnh số 32/2014/L-CTN ngày 09/12/2014 của Chủ tịch nước Cộng hòa xã hội chủ nghĩa Việt Nam về việc công bố Luật Sửa đổi, bổ sung một số điều của Luật Sĩ quan Quân đội nhân dân Việt Nam đã được Quốc hội nước Cộng hòa xã hội chủ nghĩa Việt Nam khóa XIII, kỳ họp thứ 8 thông qua ngày 27/11/2014, các cấp bậc của Quân đội nhân dân Việt Nam được quy định như sau:
Màu viền của quân hàm thể hiện các quân chủng: Lục quân: màu đỏ tươi; Phòng không – Không quân: màu xanh da trời; Hải quân: màu tím than.
Màu nền là màu vàng. Quân hàm Bộ đội biên phòng có màu viền là màu đỏ tươi tương tự như Lục quân, nhưng có màu nền xanh lá cây. Quân hàm Cảnh sát biển có màu viền vàng nhưng có màu nền là màu xanh nước biển.
- Cấp bậc cao nhất: Sĩ quan cấp tướng.

| Bậc     | Cấp                               | Lục quân | Hải quân | Phòng không-Không quân | Bộ đội Biên phòng | Cảnh sát biển | Tác chiến Không gian Mạng | Bảo vệ Lăng Hồ Chí Minh |
| ------- | --------------------------------- | -------- | -------- | ---------------------- | ----------------- | ------------- | ------------------------- | ----------------------- |
| Bậc     | Cấp                               |          |          |                        |                   |               |                           |                         |
| Sĩ quan | Đại tướng                         |          |          |                        |                   |               |                           |                         |
| Sĩ quan | Thượng tướng/Đô đốc hải quân      |          |          |                        |                   |               |                           |                         |
| Sĩ quan | Trung tướng/Phó Đô đốc hải quân   |          |          |                        |                   |               |                           |                         |
| Sĩ quan | Thiếu tướng/Chuẩn Đô đốc hải quân |          |          |                        |                   |               |                           |                         |

## Quân phục
Ngày 26 tháng 8 năm 2009, Thủ tướng Việt Nam ra Quyết định số 109/2009/QĐ-TTg quy định về quân hiệu, cấp hiệu, phù hiệu lễ phục của Quân đội nhân dân Việt Nam.
Từ ngày 22 tháng 12 năm 2009, các sĩ quan Việt Nam cũng sử dụng quân phục mới kiểu K-08.

## Trang bị và viện trợ
Quân đội nhân dân Việt Nam không công khai các thông tin về vũ khí, khí tài của mình nên việc biết chi tiết số lượng hay chính xác toàn bộ chủng loại là rất khó. Hiện nay, quân đội nhân dân Việt Nam đang sở hữu một lượng vũ khí lớn từ thời Chiến tranh Việt Nam được sản xuất ở Liên Xô, Trung Quốc và Hoa Kỳ (do sau năm 1975 đã tịch thu được một số lượng vũ khí tương đối lớn do Hoa Kỳ viện trợ cho quân đội Sài Gòn trước đó). Số vũ khí này hiện nay ngày càng lạc hậu làm giảm sức mạnh tương quan với quân đội các nước khác là vấn đề lớn đối với quân đội Việt Nam. Từ năm 1990 trở đi, các bạn hàng vũ khí của Việt Nam được mở rộng với Ấn Độ, Israel, Bắc Triều Tiên, Nga... Ngoài ra hiện nay, Việt Nam còn nhận được viện trợ khí tài từ Mỹ, Hàn Quốc và Nhật Bản.
Trong suốt chiến tranh Việt Nam (1954-1975) và chiến tranh biên giới Tây Nam (1979-1989), Việt Nam hầu như dựa hoàn toàn vào các hệ thống vũ khí trang bị có nguồn gốc từ Liên Xô. Liên Xô sụp đổ năm 1991 đã kết thúc giai đoạn viện trợ và Việt Nam bắt đầu phải thanh toán tiền mua vũ khí, trang bị bằng ngoại tệ hoặc bằng hàng đổi hàng.
Việt Nam đặt việc phát triển kinh tế lên hàng đầu và chỉ duy trì mức tăng chi tiêu quốc phòng một cách nhỏ giọt. Việt Nam không tiến hành các đợt mua sắm hay nâng cấp vũ khí lớn. Phải tới tận cuối những năm 1990, chính phủ Việt Nam công bố một loạt các chương trình mua sắm các hệ thống vũ khí trang bị hiện đại. Theo đó, Việt Nam chậm rãi phát triển hải quân và không quân để kiểm soát các vùng nước nông và vùng đặc quyền kinh tế.
Hầu hết các chương trình mua sắm quốc phòng chủ yếu được thực hiện để đảm bảo ưu tiên này. Việt Nam đã mua một số máy bay chiến đấu và tàu chiến có khả năng tác chiến cao. Việt Nam cũng lên kế hoạch phát triển nền công nghiệp quốc phòng với ưu tiên cho hải quân, có sự kết hợp với các đồng minh cũ (Nga, Đông Âu, Ấn Độ).

## Hành khúc
- Quốc tế ca, nhạc Pierre Degeyter, lời Eugène Potier;
- Tiến quân ca, nhạc và lời: Văn Cao;
- Ca ngợi Hồ Chủ tịch, nhạc: Lưu Hữu Phước, lời Lưu Hữu Phước – Nguyễn Đình Thi;
- Chào mừng Đảng Cộng sản Việt Nam, nhạc và lời: Đỗ Minh;
- Vì nhân dân quên mình, nhạc và lời: Doãn Quang Khải;
- Giải phóng Điện Biên, nhạc và lời: Đỗ Nhuận;
- Tiến bước dưới quân kỳ, nhạc và lời: Doãn Nho;
- Bác đang cùng chúng cháu hành quân, nhạc và lời: Huy Thục;[47]
- Hát mãi khúc quân hành, nhạc và lời Diệp Minh Tuyền;
- Như có Bác trong ngày vui đại thắng, nhạc và lời: Phạm Tuyên;
- Trái tim chiến sĩ, nhạc và lời: Trần Viết Được;
- Cuộc đời vẫn đẹp sao, nhạc: Phan Huỳnh Điểu, thơ: Bùi Minh Quốc;
- Ước mơ chiến sĩ, nhạc và lời: Lưu Hà An;
- Tổ quốc trong tim, nhạc và lời: Trần Quốc Đạt.

### Bài hát duyệt binh
Những bài hát được sử dụng khi làm lễ duyệt binh lớn:
- Tiến bước dưới quân kỳ, nhạc và lời: Doãn Nho;
- Cùng nhau đi Hồng binh, nhạc và lời: Đinh Nhu;
- Vì nhân dân quên mình, nhạc và lời: Doãn Quang Khải;
- Hát mãi khúc quân hành, nhạc và lời: Diệp Minh Tuyền;
- Bác đang cùng chúng cháu hành quân, nhạc và lời: Huy Thục;
- Chúng ta là chiến sĩ Công an, nhạc và lời: Trọng Bằng.

## Đánh giá
Trung tá Pháp Marcel Bigeard (sau này là Bộ trưởng Quốc phòng Pháp), đã có kinh nghiệm 9 năm chiến đấu ở Đông Dương, tham gia chiến dịch Điện Biên Phủ từ lúc xây dựng cứ điểm cho đến khi đầu hàng, đã bày tỏ sự kính trọng của mình đối với Quân đội nhân dân Việt Nam: "Tôi đã thấy họ khởi sự từ những khẩu súng bất kỳ như súng săn và sau đó, tháng này qua tháng khác, họ được tổ chức thành những nhóm nhỏ, rồi từ các nhóm nhỏ thành trung đội, từ các trung đội lên đại đội, từ đại đội lên tiểu đoàn và lữ đoàn và cuối cùng là thành các sư đoàn đủ quân. Tôi đã thấy tất cả những điều này và tôi có thể nói với các vị rằng họ đã trở thành những người lính bộ binh vĩ đại nhất trên thế giới. Những người lính dẻo dai này có thể đi bộ 50 km trong đêm tối bằng sức của một bát cơm, trên những đôi giày ba-ta và hát vang trên đường ra trận. Theo quan điểm của tôi, họ đã trở thành những người lính bộ binh ngoại hạng và họ đã đánh bại được chúng ta [quân đội Pháp]".
Thiếu tá đặc nhiệm Mỹ Charles A. Beckwith, từng tham gia Chiến tranh Triều Tiên rồi sau đó tiếp tục sang Việt Nam tham chiến, đã ca ngợi Quân đội nhân dân Việt Nam: "Tôi sẵn sàng đánh đổi mọi thứ để có được 200 người lính như họ. Họ là những người lính giỏi nhất mà tôi từng thấy. Họ tận tâm và thuộc loại cừ khôi. Tôi chưa từng thấy lính nào giỏi như họ".
Tướng Merrill McPeak, Tham mưu trưởng Không quân Hoa Kỳ, từng là phi công chiến đấu ở Việt Nam. Trong phim "The Vietnam War", ông kể lại: "bằng phương tiện quan sát hiện đại gắn trên máy bay, ông ta có thể săn lùng những chiếc xe vận tải của Việt Nam như săn thỏ. Nhưng bắn nhiều rocket, thả nhiều bom đến như vậy, nhưng không lực Mỹ vẫn không tài nào ngăn nổi sự vận chuyển trên đường Trường Sơn". Cho đến nay, Merrill McPeek nói rằng ông vẫn "ức tới nghẹn cổ" và kết luận: "Ông đã ủng hộ nhầm phe, nếu có thể được thì ngày ấy ông nên chiến đấu cùng đội ngũ với các chiến sĩ can trường, quả cảm ở bên phía Việt Nam".
Trong một cuộc khảo sát sau cuộc chiến với các sĩ quan Hoa Kỳ từng phục vụ trong chiến tranh Việt Nam, 44% đánh giá Quân Giải phóng miền Nam Việt Nam là "thiện chiến và gan góc". Một sĩ quan nhận xét: "Có một khuynh hướng đánh giá thấp đối thủ. Trong thực tế, họ là địch thủ giỏi nhất mà chúng ta (quân đội Mỹ) từng phải đối mặt trong lịch sử".